# Agelena zuluana
Agelena zuluana är en spindelart som beskrevs av Roewer 1955. Agelena zuluana ingår i släktet Agelena och familjen trattspindlar. Inga underarter finns listade i Catalogue of Life.